# Cosmophorus cembrae
Cosmophorus cembrae är en stekelart som beskrevs av Ruschka 1925. Cosmophorus cembrae ingår i släktet Cosmophorus och familjen bracksteklar. Arten är reproducerande i Sverige. Inga underarter finns listade i Catalogue of Life.